# Pascoal Segreto
Pascoal Segreto (San Martin di Cileno - Salerno, 22 de março de 1868 — Rio de Janeiro, 27 de fevereiro de 1920) foi um empresário ítalo-brasileiro e pioneiro do cinema no Brasil.

## Biografia
Nascido na província italiana de Salerno, Pascoal aos 15 anos decidiu imigrar para o Brasil, junto ao irmão Gaetano, embarcando no vapor Savoie para o Rio de Janeiro, onde encontrou uma cidade em que o setor de diversões era fraco.
Começou como vendedor de jornais e, tanto ele como o irmão chegaram a ser presos várias vezes: 13 o Paschoal e 9 o Gaetano, acusados de pequenos delitos mas, em 1907, quando sofre acusações pela imprensa, exibe uma ficha limpa na justiça. Mais tarde torna-se dono do jornal Il Bersaglieri e de teatros.
Unindo-se ao bicheiro José Roberto Cunha Sales, registravam invenções de outros países como deles, e exploravam várias diversões que eram novidades na Europa. Foi assim que apenas sete meses após os irmãos Lumière estrearem o cinema em Paris os dois trouxeram a novidade ao país, com uma exibição ocorrida em 8 de julho de 1896. Em 1897, José Roberto Cunha Sales dirige Ancoradouro de Pescadores na Baía de Guanabara, primeiro filme brasileiro.
Naquele mesmo ano, inaugura a primeira sala cinematográfica do Brasil, o Salão Novidades de Paris e em 1898 lança a revista Animatographo, considerada a primeira revista especializada em cinema do Brasil.

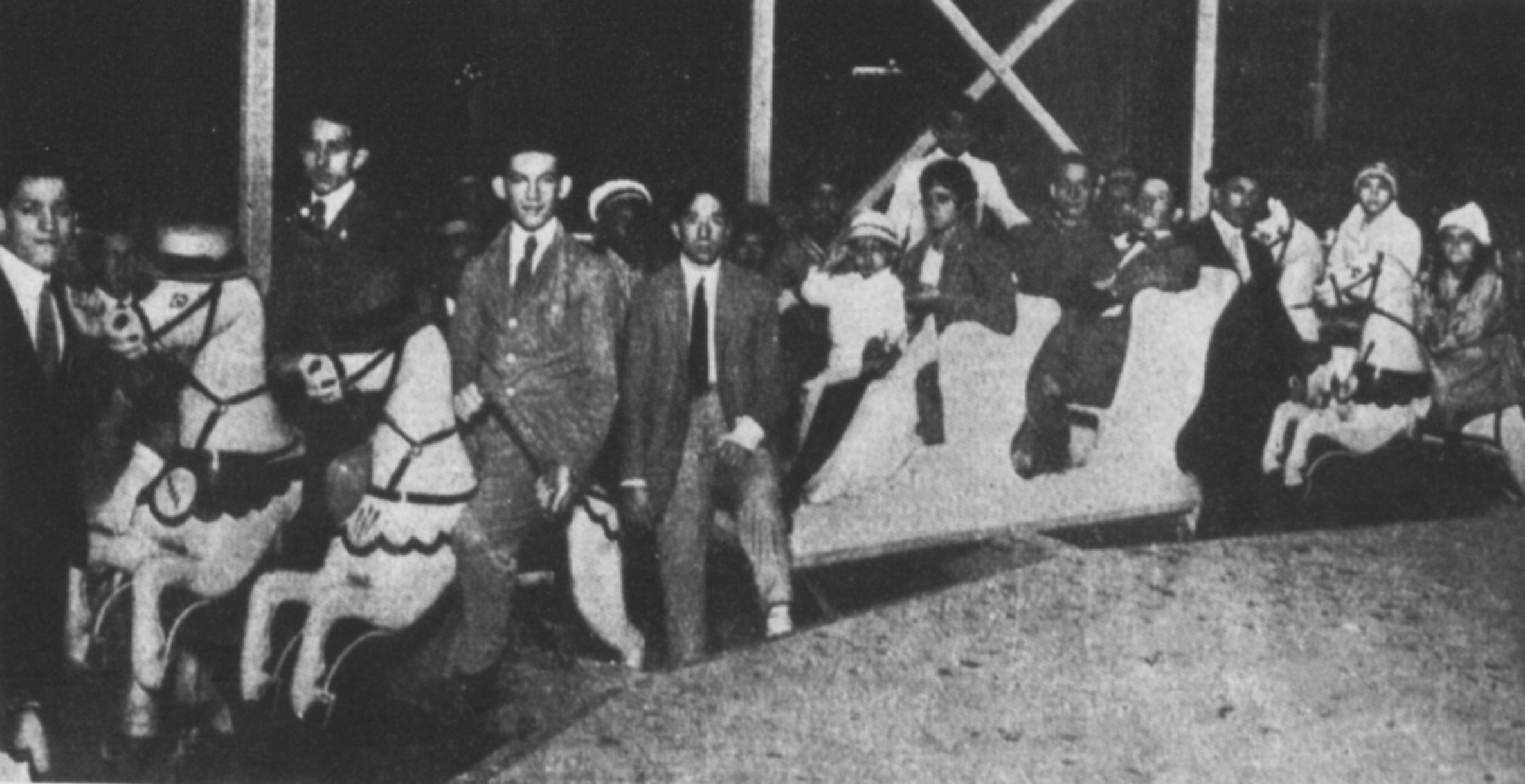
Em 1919, no centenário de Niterói, a Fon-Fon publica a foto de um carrossel da Empreza Paschoal Segreto, então uma novidade.

Paschoal investiu no Teatro de Revista, sendo chamado por Procópio Ferreira de "papa do teatro brasileiro". Do início envolvendo-se com a contravenção, logo torna-se figura influente, frequentando figuras como Hermes da Fonseca e aparecendo com frequência na revista Fon-Fon
Além do Salão de Novidades, tinha no Rio o Parque Fluminense, a Maison Moderne e o Moulin Rouge, que reformara em 1904; era ainda arrendatário dos teatros Carlos Gomes, São José e São Pedro. Noutras cidades controlou também várias casas de espetáculos e jogos, como o Politeama e Eldorado, em São Paulo; o Varietés, em Santos; o também chamado Salão das Novidades, em Campos ou um salão para jogo de pelota basca, em Niterói, entre outros.
Morador do bairro de Santa Teresa, vivia maritalmente com Carmela, com quem não teve filhos, criando os sobrinhos, filhos de Gaetano e órfãos do pai desde 1908. Em seu apartamento veio a falecer, com agravamento da gangrena em decorrência do diabetes. Encontra-se sepultado no Cemitério São João Batista.